# موزه‌های سلطنتی هنرهای زیبای بلژیک
موزه‌های سلطنتی هنرهای زیبای بلژیک شامل بیست هزار نقاشی، مجسمه و طراحی است.این موزه شامل شش موزه است: موزه هنرهای باستانی، موزه ماگریت، موزه ویرتز، موزه مونیر، موزه پایان قرن، و موزه هنرهای مدرن، این مجموعه موزه در شهر بروکسل واقع در بلژیک قرار دارند. این موزه در سال ۱۸۴۵ با فرمان سلطنتی، برای نمایش دادن آثار هنرمندان این کشور ساخته شد.

## نگارخانه

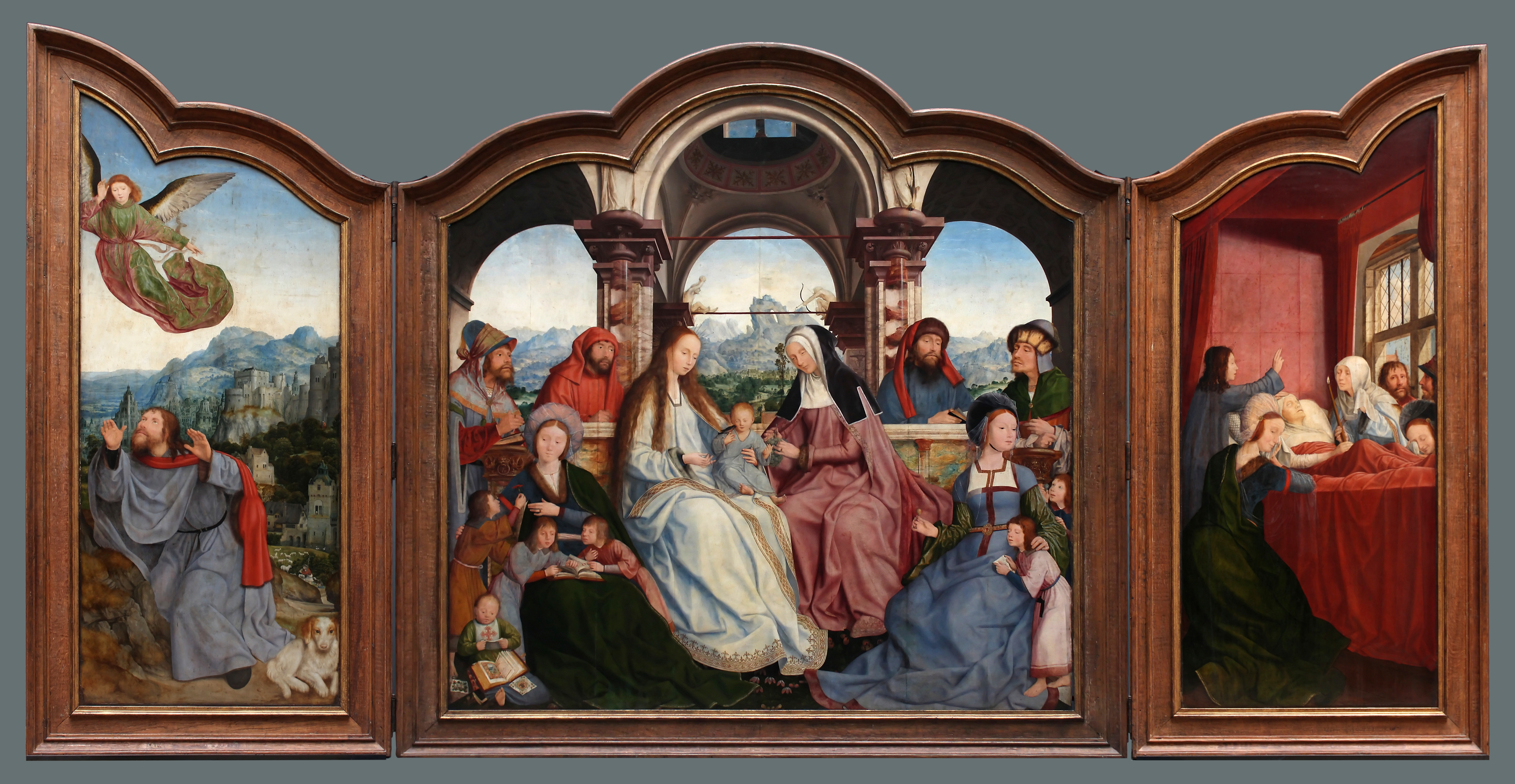
سه‌لتی خانوادهٔ سنت اَن ۱۵۰۹ م. اثر کوئنتین ماتسیس
نزول فرشتگان یاغی ۱۵۶۲ م. اثر پیتر بروگل مهتر
مرگ مارا ۱۷۹۳ م. اثر ژاک لوئی داوید
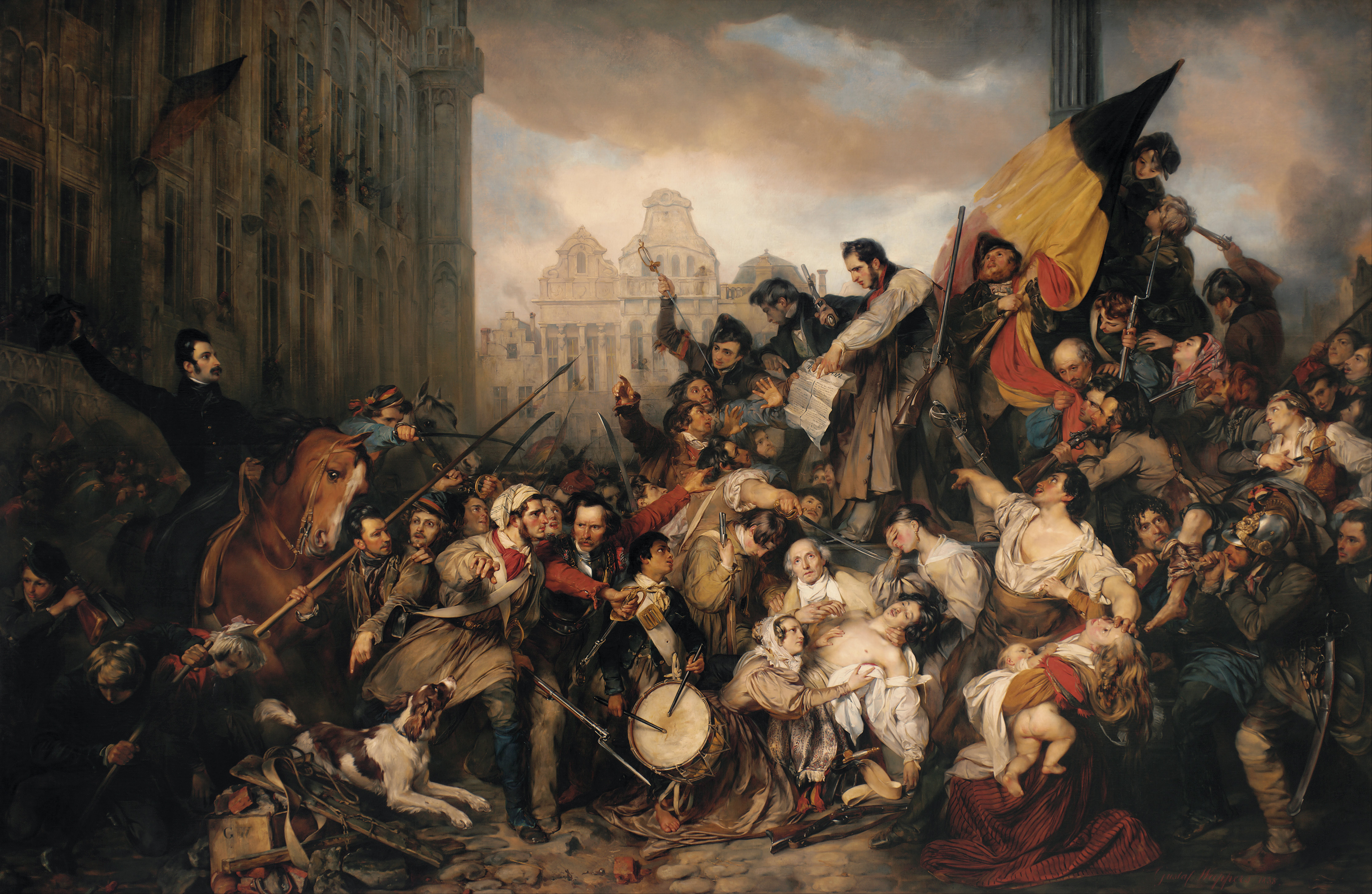
پیروزی انقلاب بلژیک
۱۸۳۵ م.
اثر گوستاف واپرز